# НК-32
НК-32 (виріб «Р») — двоконтурний тривальний турбореактивний двигун із загальною форсажною камерою (ТРДДФ), розроблений на Куйбишевському моторному заводі під керівництвом Н. Д. Кузнєцова.

## Конструкція
Компресор має триступеневий вентилятор, п'ять ступенів середнього тиску і сім ступенів високого тиску. Лопатки компресора виготовлені з титану, сталі і (в каскаді високого тиску) нікелевого сплаву.
Камера згоряння кільцева багатофорсуночна. Турбіна має один ступінь високого тиску (діаметр близько 1 м, температура горіння 1575 K ) з охолоджуваними монокристалічними лопатками, один ступінь середнього тиску і дві — низького тиску. Сопло двигуна регульоване, автомодельне. Система управління електронна, з гідромеханічним дублюванням.

## Сфера використання
В даний час використовується на стратегічних бомбардувальниках-ракетоносцях Ту-160. Двигун також був встановлений на «літаючій лабораторії» Ту-144ЛЛ.

## Історія
Розробка почалася в 1977 році. У серійному виробництві з 1983 року. В рамках розробки надзвукового пасажирського літака (НПЛ) другого покоління в кінці 1970-х років був також розроблений двигун НК-321. Двигун випробовувався і експлуатувався на літаках Ту-142ЛЛ і Ту-144ЛЛ.
У 1993 році серійне виробництво було припинено  .
У грудні 2006 року після підписання угоди між РЖД і Самарським науково-технічним комплексом імені Н. Д. Кузнєцова почалася розробка газотурбінного двигуна НК-361 на базі двигуна НК-32 для найпотужнішого в світі газотурбовоза ГТ1.
У 2016 році ПАТ «Кузнецов» заявило про те, що відновлює серійний випуск двигунів НК-32 для ракетоносців Ту-160 , в цьому ж році був укладений контракт на виробництво чотирьох двигунів НК-32-02 настановної партії.
У 2018 році був укладений другий контракт на серійний випуск 22 двигунів НК-32-02. 3 листопада 2020 року відбувся перший політ Ту-160М з новими серійними двигунами НК-32-02.
На базі двигуна НК-32 планується створити двигун для перспективного авіаційного комплексу дальньої авіації (ПАК ДА).
Також на базі НК-32 планується створити новий двигун для Ан-124 замість українського Д-18Т.